# Bindo Altoviti

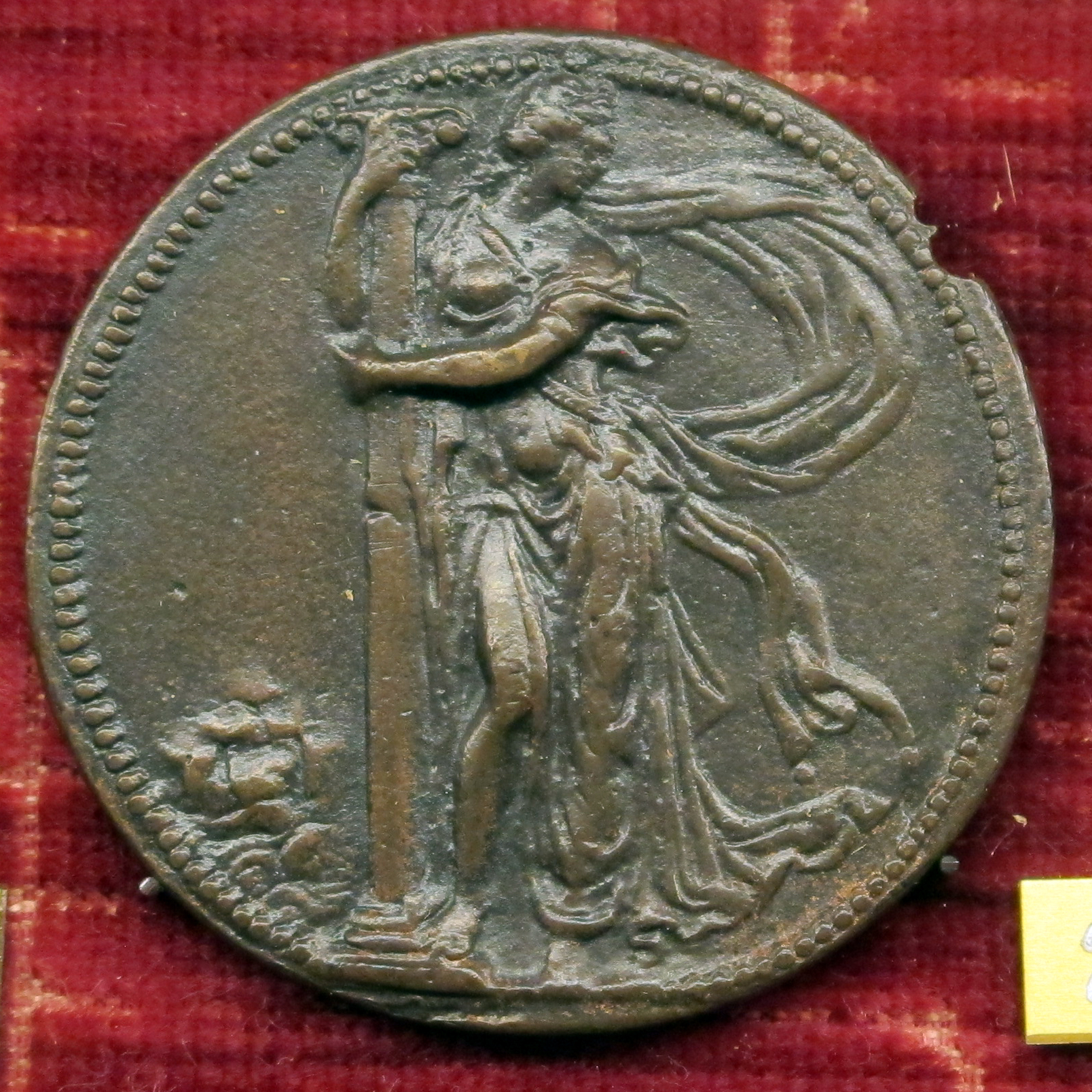
Domenico Poggini, medaglia di Bindo Altoviti, verso con la Fortezza

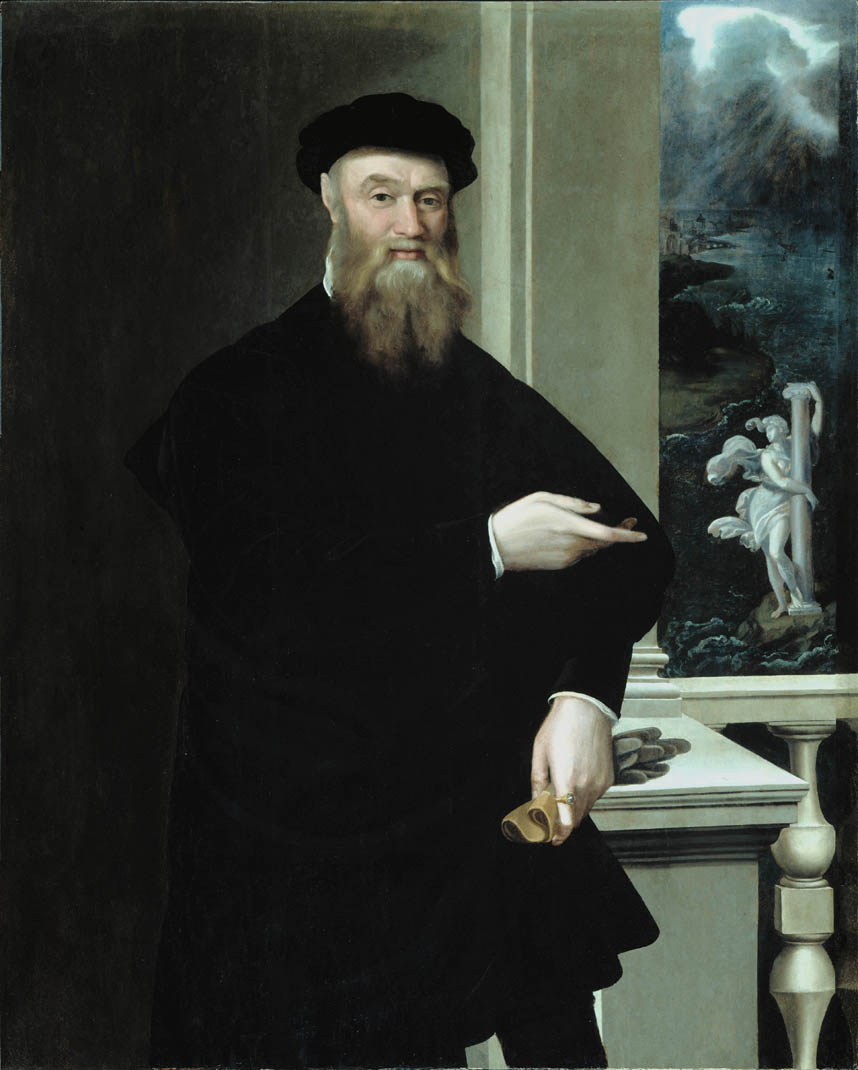
Jacopino del Conte, Ritratto di Bindo Altoviti che indica la Fortezza durante una tempesta

Bindo Altoviti (Roma, 26 novembre 1491 – Roma, 22 gennaio 1557) è stato un banchiere e mecenate italiano.

## Biografia
Era figlio del patrizio fiorentino Antonio, che si era trasferito a Roma per seguire le sue attività bancarie e sposando, nel 1487, Dianora di Clarenza Cibo, nipote di Innocenzo VIII, grazie a cui aveva ottenuto la carica di tesoriere o zecchiere pontificio. Bindo rimase orfano di padre a sedici anni, ereditandone le cospicue sostanze e riuscendo nel difficile intento di accrescerle ancora, sfruttando abilmente i vuoti lasciati dalle indebolite relazioni d'affari tra i Medici e la Curia romana.
Il 27 ottobre 1508 si fidanzò con l'undicenne Fiammetta Soderini, pure appartenente a un'importante famiglia fiorentina che fu, come poi gli Altoviti, nelle file del partito antimediceo; data la giovanissima età della fanciulla, le nozze furono celebrate soltanto nel 1511. Dalle nozze nacquero tre figli: Giovanni Battista (?-19 dicembre 1590), marito di Clarice Ridolfi; il futuro arcivescovo di Firenze Antonio (1521-1573) e Marietta (?-22 novembre 1584), moglie del letterato Giovan Battista di Lorenzo di Filippo Strozzi.

### Attività finanziarie
La sua abilità si manifestò anche dopo la scomparsa dalla scena del ricchissimo banchiere Agostino Chigi (1520) e tanto più dopo la chiusura del suo banco nel 1528, pur dovendo spartire il mercato con gli agguerriti banchieri genovesi e i tedeschi Fugger e Welser. Gradualmente ampliò e diversificò le proprie attività finanziarie. Il 20 gennaio 1525 fu nominato esattore delle imposte straordinarie per le spese dei festeggiamenti in onore dell'imperatore Carlo V in visita a Roma, e il 24 maggio 1529, commissario generale per l'esazione delle tasse della Camera apostolica. Seguirono l'appalto per il sale nei territori di Spoleto e delle Marche, quello delle dogane, e quello, nel 1540, per il trasporto dei tronchi usati nella fabbrica di San Pietro che arrivavano dalle abetaie di Camaldoli nel Casentino; fu inoltre depositario dei denari stanziati per la ricostruzione della basilica vaticana. Tra i clienti ebbe Carlo di Savoia, durante la lotta contro gli eretici svizzeri (1529), e re Enrico II di Francia, che nel gennaio 1526 gli chiese un prestito di 300.000 scudi con interesse del 16%.

### Partito antimediceo
Accanto alle attività finanziarie, Bindo seguì sempre le vicende politiche della patria fiorentina, spesso intervenendo direttamente in chiave antimedicea. Dopo l'assedio di Firenze e il rientro in città di Alessandro de' Medici come duca (1530), celò la sua insofferenza forse per non inimicarsi papa Clemente VII (Giulio de' Medici), accettando di buon grado le onorificenze che gli offrì Alessandro: membro del nuovo consiglio dei Duecento (1532) e console della "nazione fiorentina" a Roma. Tuttavia quando Alessandro fu assassinato dal cugino Lorenzino de' Medici non tardò a congratularsi con lui e a offrirgli sostegno finanziario nella sua fuga a Venezia.

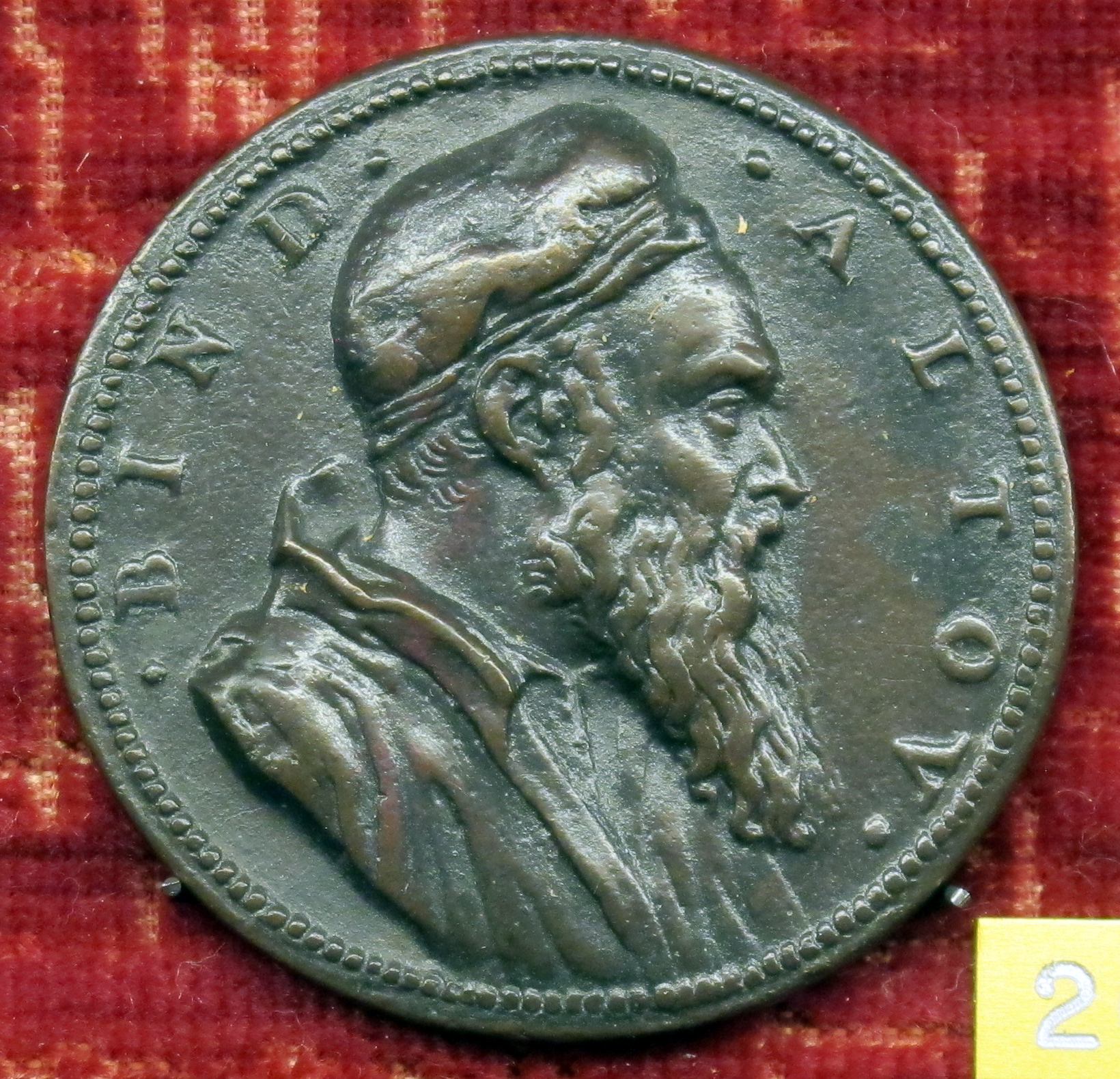
Domenico Poggini, medaglia di Bindo Altoviti

La salita al soglio pontificio di Paolo III Farnese segnò l'inizio dell'apogeo della ricchezza e dell'influenza di Bindo. Fin dall'inizio il banchiere esternò la sua devozione alla casa Farnese facendone installare uno stemma sulla facciata del proprio palazzo romano. In quegli anni risultano sempre più esplicite le sue azioni antimedicee, a partire dalla scelta di un emblema personale di un toro che scaglia lontano un giogo. Suo figlio Giovanni Battista partecipò alla battaglia di Montemurlo a fianco dei fuorusciti fiorentini contro il nuovo duca di Firenze Cosimo I, ma ebbe la peggio (1537). Inizialmente Cosimo, attento a consolidare le alleanze del suo giovane potere, per non irritare il papa dissimulò la sua avversione all'Altoviti confermando la nomina di console ed eleggendolo senatore nel 1546. Con la morte di Paolo III però l'astio tra i due rivali venne pienamente allo scoperto.
Nel 1552 Cosimo richiese formalmente a Giulio III che l'Altoviti fosse ricondotto a Firenze, accusandolo di complottare contro di lui. Al rifiuto del papa Cosimo oppose una ferma risoluzione a impedire l'insediamento a Firenze del nuovo arcivescovo Antonio Altoviti, figlio di Bindo, nominato già dal 1548 ma impossibilitato a prendere la propria diocesi. Da parte sua Bindo, già in età avanzata, continuò a prodigare aiuti verso i fuorusciti, aiutandoli nella difesa di Siena e invocando l'aiuto del re di Francia e dei ricchi esuli fiorentini di Lione, Venezia e Ancona. Armò ben otto compagnie, una delle quali aveva a capo ancora suo figlio Giovanni Battista, e le dotò di vessilli con lo stemma francese e il motto "Libertà delle città oppresse", accompagnato sul retro dai versi danteschi: "Libertà vò cercando ch'è si cara Come sa chi per lei vita rifiuta".
Nonostante l'unione a Buonconvento delle truppe di Piero Strozzi, gli antimedicei furono di nuovo sconfitti nella battaglia di Marciano (1554). Bindo subì allora la confisca di tutti i suoi beni a Firenze e in Toscana, compresa la dote della moglie, per un valore complessivo che superava i 50.000 scudi. Nonostante ciò Bindo non si piegò, anzi continuò a sostenere gli esuli e la casa di Francia: risale a questo periodo il citato prestito di 300.000 scudi a Enrico II, marito di Caterina de' Medici (altra grande avversaria di Cosimo), sperando che egli muovesse contro Firenze per liberarla dai Medici, cosa che però non avvenne, per gli impegni militari del re contro Inghilterra e Spagna.
Nel 1557 Bindò morì, ancora fiducioso, probabilmente, di una riscossa della fazione antimedicea e della liberazione di Firenze. Tuttavia il successivo crollo finanziario della Francia e la pace di Cateau-Cambrésis avrebbero definitivamente spento tali speranze degli esuli toscani.
Fu sepolto nella sua cappella in Trinità dei Monti; con la speranza di riportarlo a Firenze la sua famiglia fece erigere dall'Ammannati anche un monumento funebre nella chiesa di Santi Apostoli, luogo di sepoltura familiare, che però restò vuoto.

## Mecenatismo

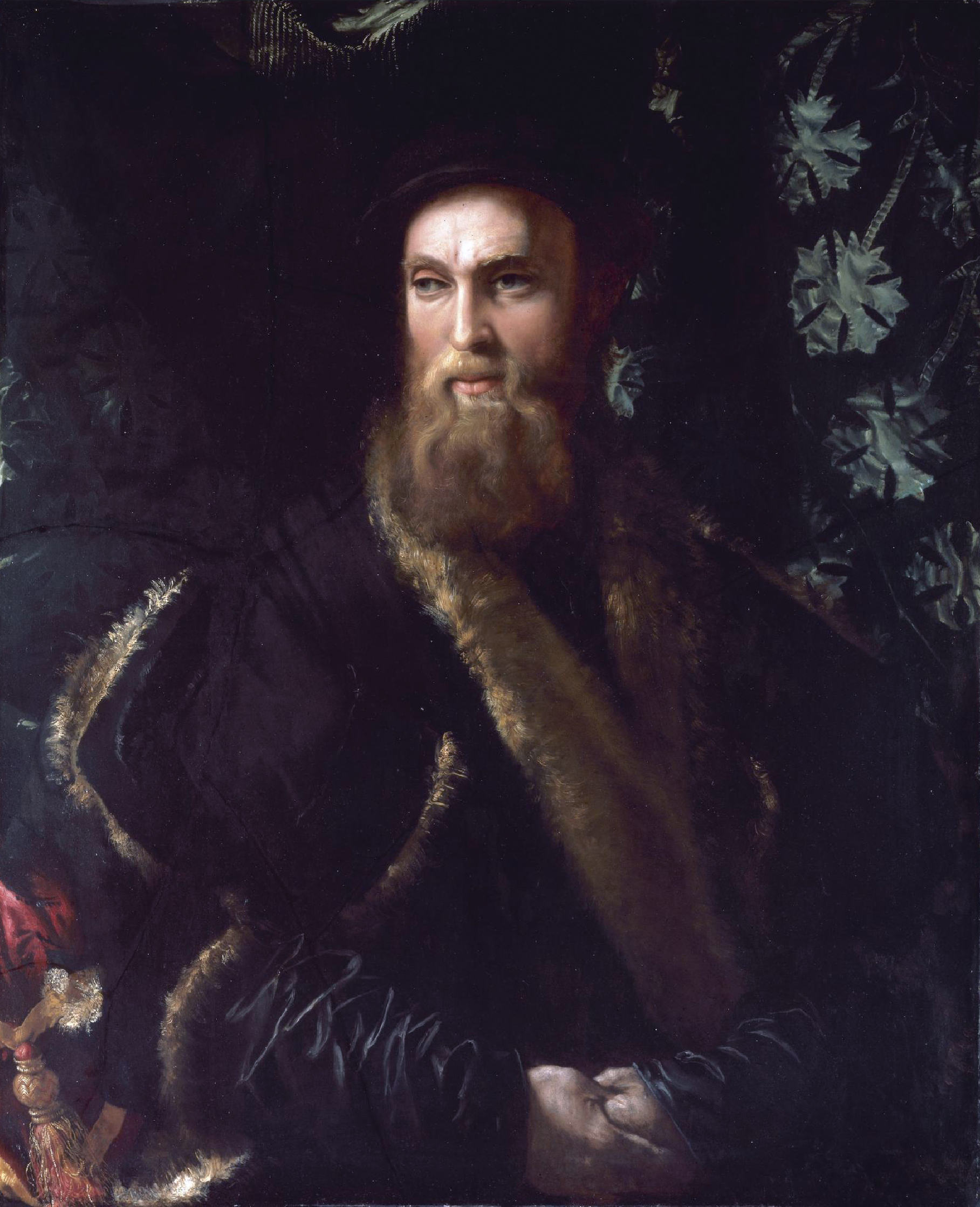
Girolamo da Carpi, Bindo Altoviti (1549 circa)

Colto e dotato di uno spiccato gusto per l'arte, fu amico e protettore di numerosi artisti. Raffaello ne eseguì un delicato ritratto giovanile e per lui dipinse la Madonna dell'Impannata, poi confiscata da Cosimo I e finita nella quadreria medicea a palazzo Pitti. Michelangelo ebbe per lui tanta stima (mentre ne disprezzava il rivale Agostino Chigi) da fargli dono del cartone dell'Ebbrezza di Noè usato nella volta della cappella Sistina (e oggi perduto), nonché un disegno di una Venere colorito poi da Vasari; quest'ultimo realizzò per lui una famosa Allegoria della Concezione per la cappella di famiglia nella chiesa dei Santi Apostoli a Firenze, poi oggetto di numerose repliche. Benvenuto Cellini lo effigiò in un busto bronzeo che lo mostra in età avanzata, riferibile al 1550 circa, mentre Andrea Sansovino gli fece dono del modello della statua di San Giacomo. Fu ritratto inoltre, tra gli altri, da Jacopino del Conte, Francesco Salviati, Santi di Tito e Girolamo da Carpi. Domenico Poggini coniò una medaglia col suo ritratto e sul retro un'allegoria della Fortezza nella tempesta, che alludeva alle sue tormentate vicende, un motivo presente anche nel ritratto di Jacopino del Conte.
A Roma Bindo viveva nel palazzo acquistato dal padre, restaurato dal 1513 acquistando le case confinanti e trasformandolo in una grande residenza signorile, nel rione vicino al ponte Sant'Angelo. Distrutto nel 1888 per la creazione dei muraglioni del Tevere, era situato in una piazza fatta ampliare da Bindo stesso e detta in suo onore "degli Altoviti", chiusa sul lato del fiume da una fila di botteghe affittate ad artigiani. Si entrava nel palazzo dal portone rivolto verso la chiesa di San Giovanni dei Fiorentini, immettendo nel piccolo cortile da cui, una scala che ricordava le opere del Sangallo, portava al piano nobile dove, nel suo scrittoio personale, Vasari aveva affrescato un Trionfo di Cerere (1553) che oggi è nel Museo di palazzo Venezia.
L'Altoviti possedeva inoltre una villa suburbana lungo il Tevere, in località Prati di Castello, dove lo stesso Vasari aveva affrescato una vasta loggia detta della "vigna", in cui erano collocati anche le statue e i marmi di spoglio provenienti da villa Adriana a Tivoli, che allora era di proprietà degli Altoviti. Anche la villa andò distrutta nell'Ottocento, durante l'assedio di Roma del 1849.